# 藤沢市立秋葉台中学校
藤沢市立秋葉台中学校（ふじさわしりつあきはだいちゅうがっこう）は、神奈川県藤沢市遠藤に所在する公立の中学校である。略称は秋中。

## 概要
藤沢市の遠藤、石川地域のそれぞれ一部を学区とする。藤沢市立秋葉台小学校と同市立石川小学校の一部の卒業生が入学する。かつては3学期制だったが、2004年から現在までは前期・後期の2学期制となっている。これと同時に秋休みも導入されている。2022年度時点の生徒数は11学級。

## 沿革
- 1976年（昭和51年）4月1日 - 開校
- 1977年（昭和52年） - サッカー部が全国大会出場
- 1978年（昭和53年） - 校歌制定、作詞:桜井 祐三、作曲:松井 三雄
- 1979年（昭和54年） - 女子バドミントン部が全国大会第3位
- 1979年（昭和54年） - 藤沢市立大庭中学校設立に伴い、生徒と職員の一部が同校へ移る
- 1980年（昭和55年） - 女子バドミントン部が全国大会出場
- 1983年（昭和58年） - 女子バドミントン部が全国大会出場
- 1993年（昭和58年） - 校舎増築工事（パソコン室、理科室など）完成
- 1997年（平成9年） - 男子バドミントン部が全国大会出場
- 1997年（平成9年） - 下水道工事・空調設備工事完成
- 2001年（平成13年） - 男子バドミントン部が全国大会出場
- 2004年（平成16年） - 2学期制試行開始

## 進学前小学校
- 藤沢市立秋葉台小学校
- 藤沢市立石川小学校（一部は藤沢市立滝の沢中学校へ）

## 部活動
- 運動部

野球部、陸上部、バドミントン部、女子バレー部、卓球部
- 文化部

吹奏楽部、家庭部、科学部、美術部

## 所在地情報
所在地
- 神奈川県藤沢市遠藤2000番地2

交通
- 鉄道
  - 湘南台駅（小田急江ノ島線、相鉄いずみ野線、横浜市営地下鉄ブルーライン）から徒歩35分

- バス
  - 文化体育館前停留所（神奈川中央交通）から徒歩6分